# Niphotragulus leonensis
Niphotragulus leonensis là một loài bọ cánh cứng trong họ Cerambycidae.